# Organização de Luta do Curdistão Iraniano

A Organização da Luta do Curdistão Iraniano (em curdo:  سازمانى خه‌باتى كوردستانى ئێران, em persa: سازمان خبات انقلابی کردستان ایران), normalmente chamada de Khabat (curdo para "luta"), é um partido étnico armado de curdos no Irã, atualmente exilado no norte do Iraque.
O grupo mantém laços estreitos com os Mujahidin do Povo Iraniano e é responsável por ataques transfronteiriços contra as forças iranianas. 

## História
O grupo foi fundado em 21 de junho de 1980, como a 'Organização da Luta Nacional e Islâmica' por associados de Ezaddin Hosseini, com seu irmão Jalal Hosseini sendo sua figura principal.  Dividiu-se em 1987, quando a atual liderança acusou seus oponentes de serem os agentes do regime iraniano.  Em 2006, o grupo renomeou-se com o nome atual sob a liderança de Babeshekh Hosseini, filho de Jalal Hosseini. 